# John Pendleton King
John Pendleton King (Glasgow, 1799. április 3. – Summerville, 1888. március 19.) az Amerikai Egyesült Államok szenátora (Georgia, 1833–1837).